# Янг, Мэй
Джонни Мэй Янг (англ. Johnnie Mae Young, 12 марта 1923, Санд-Спрингс — 14 января 2014, Колумбия) — американская женщина-рестлер. Она выступала на территории США и Канады и завоевала множество титулов в National Wrestling Alliance. Янг считается одним из пионеров женского рестлинга, поскольку она способствовала росту популярности этого вида спорта в 1940-х годах и во время Второй мировой войны. В 1954 году она и Милдред Бёрк стали одними из первых женщин-рестлеров, посетивших послевоенную Японию.
Начиная с 1999 года, Янг добилась нового успеха в своей карьере после перехода в World Wrestling Federation (WWF, ныне WWE). Янг была частью комедийного дуэта с лучшей подругой Невероятной Мулой. Янг также запомнилась тем, что на телевизионных шоу принимала приёмы в возрасте далеко за 80 лет. В 2004 году она была включена в Зал славы и музей рестлинга в категории «Леди-рестлер». 29 марта 2008 года Янг была введена в Зал славы WWE.
В 2017 году WWE ввела женский турнир по рестлингу и назвала его Mae Young Classic как дань её памяти. Его целью было показать новых женщин-рестлеров, подписавших контракт с компанией и находящихся в стадии обучения, а также ветеранов независимой сцены со всего мира. Победительница получала контракт с WWE и трофей за свои достижения. После второго турнира в 2018 году турнир был прекращен.

## Ранняя жизнь
Джонни Мэй Янг родилась в Сэнд-Спрингс, Оклахома, 12 марта 1923 года. Она была младшей из восьми детей (один умер при рождении). Её мать Лилли Мэй Янг была матерью-одиночкой (её партнер ушел в поисках работы и не вернулся), жившей во времена Великой депрессии. Старшая сестра Янг Ини в раннем возрасте стала инвалидом из-за коклюша. В возрасте пятнадцати лет Янг была борцом в команде среди мальчиков своей средней школы. Её братья Фред, Юджин, Лоуренс и Эверетт научили её бороться и помогли ей присоединиться к команде. Янг также играла в софтбол в составе команды Талсы, выигравшей национальный чемпионат.

## Карьера в рестлинге

### Начало карьеры (1939—1950)
Ещё учась в школе, Янг пошла на шоу рестлинга и бросила вызов тогдашней чемпионке Милдред Берк, когда та приехала в Талсу, чтобы побороться с Глэдис Гиллем. Поскольку промоутеры сказали ей, что она не может бороться с чемпионкой, она поборолась с Гиллем в соревновательном матче, победив её за несколько секунд. После боя промоутер Билли Вулф хотел, чтобы Янг стала рестлером. Через два года она ушла из дома, чтобы заниматься рестлингом. Позже Янг отправилась в Шарлотт, Северная Каролина, где она встретилась и тренировалась вместе со Невероятной Мулой, а также познакомилась с Эдом «Душителем» Льюисом, который сказал ей: «Мне не нравятся девушки-рестлеры, женщины должны быть на кухне, но после того, как я увидел тебя, — ты рождена быть рестлером».
Я училась борьбе в Сэнд-Спрингс, никогда не слышала о женщинах-рестлерах, но однажды я увидела в газете, что в городе в Оклахоме будет проходить матч за звание чемпиона мира среди женщин, поэтому я сразу же пришла домой к своему брату и сказала: «эй, давай ты и я пойдем, потому что я собираюсь бросить вызов этой чемпионке по имени Милдред Берк», так что я пошла туда, и там был промоутер (Билли Вулф), и я сказала ему, что хочу бросить вызов чемпионке мира Милдред Берк, а он сказал, что ты не можешь этого сделать, потому что ты никогда не боролась на ринге, я сказала, «да, но я побью её». Он рассказал, что в мире было только две девушки-рестлера — Глэдис Гиллем и девушка по имени Эльвира Снодграсс, и я спросила про тренера по рестлингу в Сэнд-Спрингс и сказала, что хочу попробовать стать рестлером, и он пригласил Гиллем, поставил меня в один угол, Глэдис — в другой, зазвучал гонг, и я налетела на неё, как бык, и победила её за несколько секунд. Потом Билли поставил меня против Эльвиры Снодграсс, и я также победила её за несколько секунд, и тогда Билли сказал мне, что я думаю, что могу сделать из тебя девушку-рестлера.

### World Wrestling Federation/Entertainment/WWE

#### Раннее появление и дебют (1994, 1999—2001)
До своего официального представления фанатам World Wrestling Federation (WWF), она сделала разовое появление, будучи показанной камерой вместе с Невероятной Мулой, Фредди Блэсси, Лу Альбано и Николаем Волковым в зале на шоу WrestleMania X 20 марта 1994 года.
Янг официально дебютировала в WWF 9 сентября 1999 года в эпизоде SmackDown!, где она была представлена вместе с Невероятной Мулой, а затем подверглась нападению Джеффа Джарретта, который запер её захват «Четвёрка». После этого появления и Янг, и Мула стали регулярно появляться на телешоу WWF. Мэй дебютировала на Raw is War 27 сентября; вместе с Мулой она участвовала в матче в вечерних платьях против чемпионки WWF среди женщин Айвори, которая сняла с Янг платье, прежде чем Мула одержала победу. На No Mercy 17 октября Янг была менеджером Мулы, которая победила Айвори и завоевала чемпионский титул — свой последний титул перед смертью в 2007 году. На Survivor Series 14 ноября она вместе с Мулой и Деброй и Тори участвовала в матче женских команд против Айвори, Жаклин, Терри Раннелс и Луны Вашон, и их команда вышла победительницей.

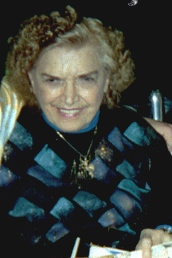
Янг в 2001 году

На Royal Rumble 23 января 2000 года Мэй Янг выиграла конкурс купальников «Мисс „Королевская битва“» и после этого показала свою грудь. Однако на самом деле на ней был протез, и она не обнажила себя. В конце 1999 и в течение 2000 года Янг развивала сюжетную линию вместе с «Сексуальным шоколадом» Марком Генри, где она начала встречаться с ним, что включало в себя сюжетную беременность и нападения со стороны «Братьев Дадли», в частности Буббы Рэя Дадли, который дважды проводил «Пауэрбомбы» на Янг сквозь столы — первый раз на ринге, а второй, в котором Янг изначально была в инвалидном кресле, со сцены на нижний ярус. Это было описано как самая известная «Пауэрбомба» в истории WWE. В то время Мэй было 77 лет, но она с энтузиазмом отнеслась к этому трюку. В конце концов, её ребёнок родился, и оказалось, что это не более чем окровавленная резиновая рука. 2 апреля Мэй сопровождала Кошку на WrestleMania 2000 на её матч против Терри Раннелс; Кошка проиграла матч, так как Янг отвлеклась на поцелуй приглашенного рефери Вэла Вениса, после чего напала на Терри и её менеджера Мулу.
24 декабря 2001 года Янг и Мула появились за кулисами на рождественском выпуске Raw, что стало их последним появлением до возвращения летом 2002 года.

#### Возвращение и эпизодические появления (2002—2007)
На эпизоде Raw от 29 июля 2002 года Мэй Янг вернулась вместе с Мулой, чтобы прорекламировать новую книгу: «Невероятная Мула: Первая богиня ринга», после чего на неё напало «Трёхминутное предупреждение» по приказу генерального менеджера Эрика Бишоффа. На эпизоде Raw от 15 сентября 2003 года она сопровождала Мулу в её последнем одиночном матче, в котором она победила Викторию, прежде чем на неё напали Рэнди Ортон и разъяренная Виктория. 15 июня на Bad Blood Янг появилась в сегменте вместе со Стивом Остином и Эриком Бишоффом, где она разделась на ринге и провела «Бронко Бастер» Бишоффу, после чего была получила «Станнер» Остина.

## Смерть

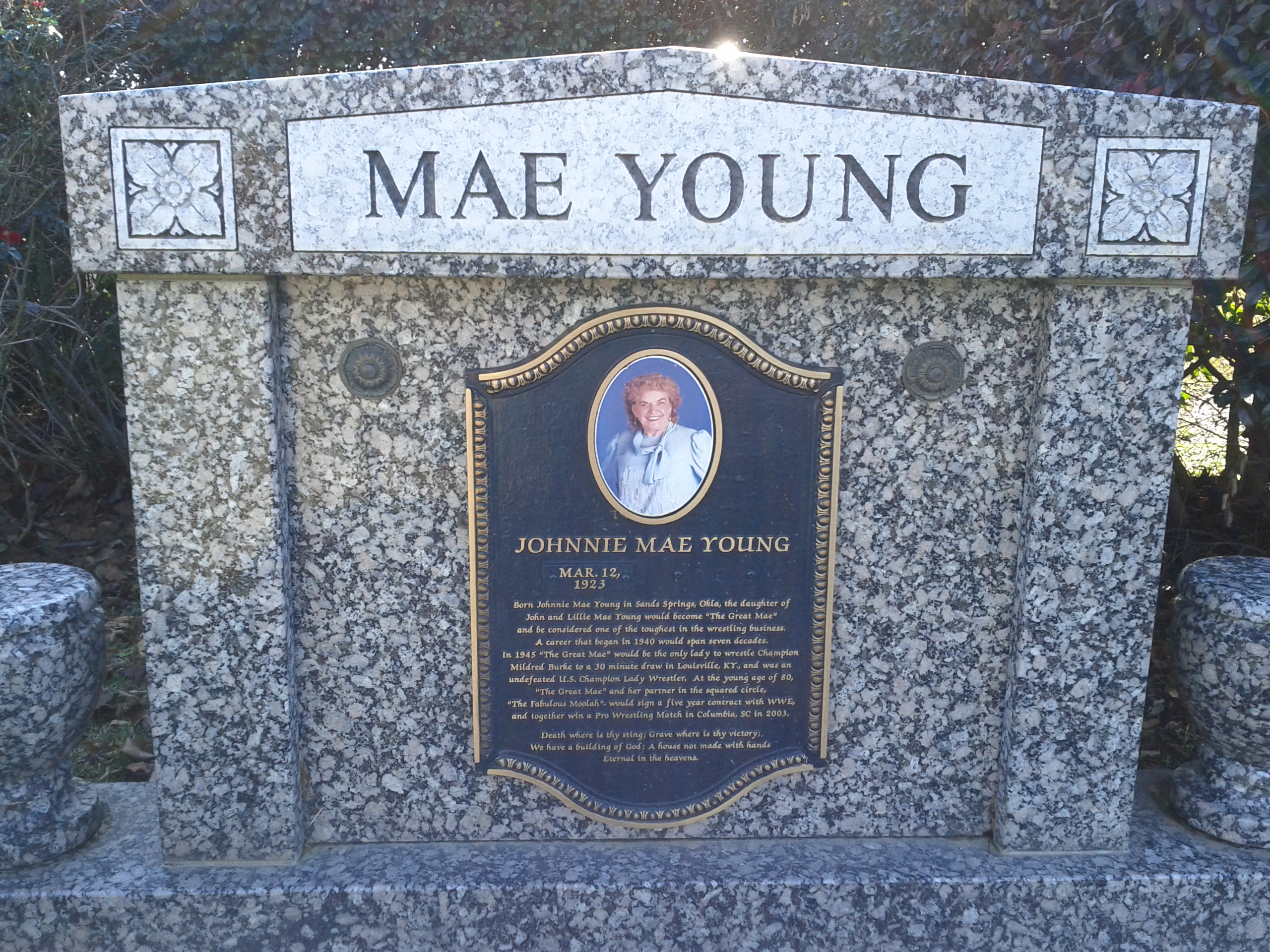
Могила Янг находится в мемориальном парке Гринлоун в Колумбии

31 декабря 2013 года стало известно, что Янг была госпитализирована. Газета Charleston Post & Courier ошибочно сообщила, что она умерла 9 января 2014 года. WWE объявила о смерти Янг утром 14 января после того, как она умерла в своем доме в Колумбии, Южная Каролина. Янг была похоронена в мемориальном парке Гринлоун в Колумбии, на том же кладбище, где покоится и её давняя подруга Невероятная Мула.

## Титулы и достижения

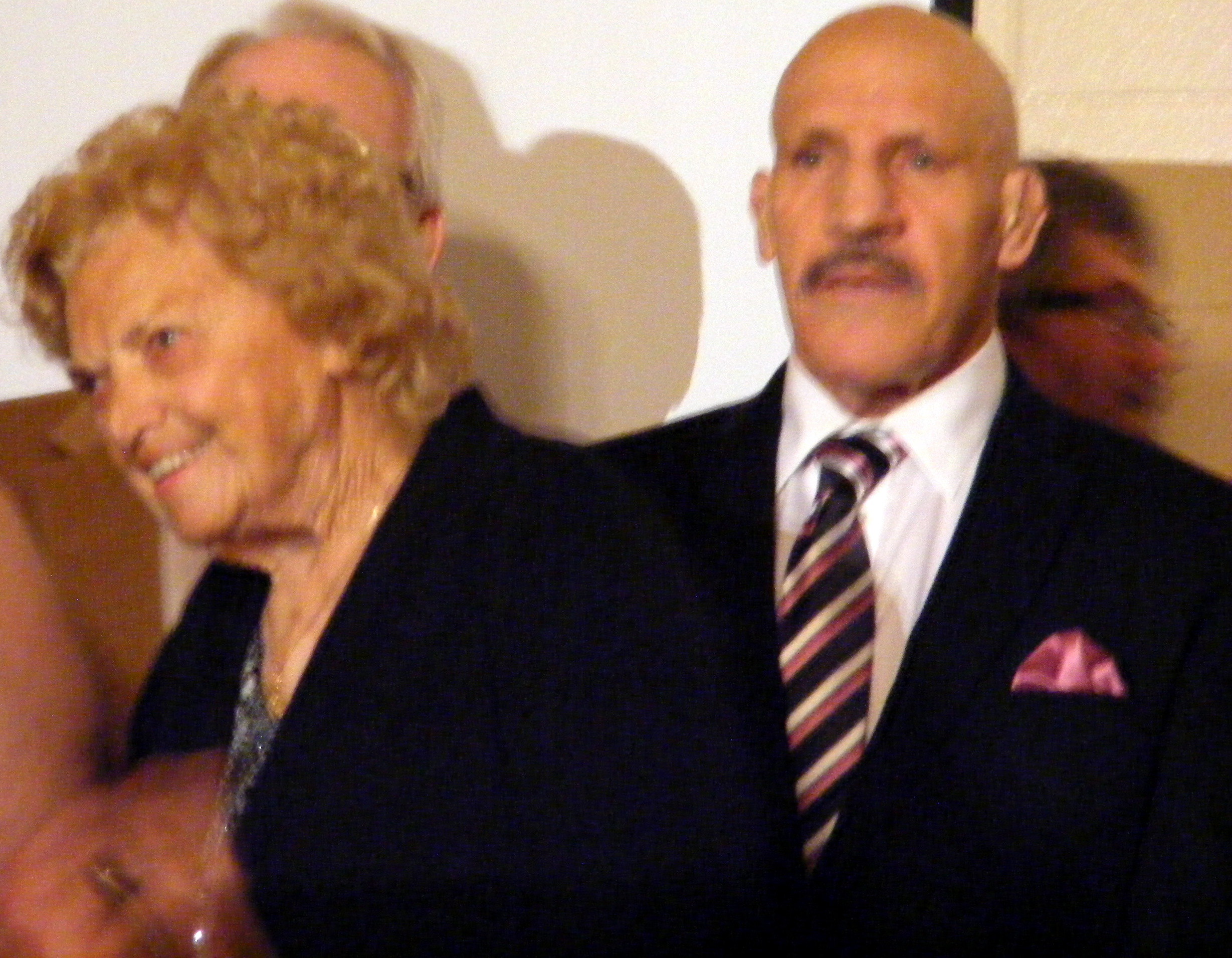
Мэй Янг с Бруно Саммартино во время мероприятия Зала славы и музея рестлинга в 2012 году

- Championship Wrestling from Florida
  - Чемпион Флориды NWA среди женщин (1 раз)[23]
- National Wrestling Alliance
  - Чемпион Соединённых Штатов NWA среди женщин (1 раз)[2][3]
  - Командный чемпион мира NWA среди женщин (1 раз) — с Эллой Вальдек[24]
- Pro Wrestling Illustrated
  - № 241 в топ 500 рестлеров в рейтинге PWI 500 в 2006[25]
- Зал славы и музей рестлинга
  - С 2004 года[3][26]
- World Wrestling Federation/World Wrestling Entertainment/WWE
  - Мисс «Королевская битва» (1 раз)
  - Слэмми (1 раз)
    - Сумасшедший момент года (2010) победа над LayCool на Old School Raw[27]

  - Зал славы WWE (2008)[2][3]
- Другие титулы
  - Чемпион Калифорнии среди женщин (2 раза)[28]